# 弓浜合戦
弓浜合戦（ゆみのはまがっせん）とは、永禄7年（1564年）に毛利軍と尼子軍との間に起こった戦いである。戦いの場所が美保関（現在の島根県松江市美保関町）から弓浜（現在の鳥取県境港市と米子市に連なる弓ヶ浜半島。）で行われたことから、弓浜合戦と呼ばれる。

## 合戦までの経緯

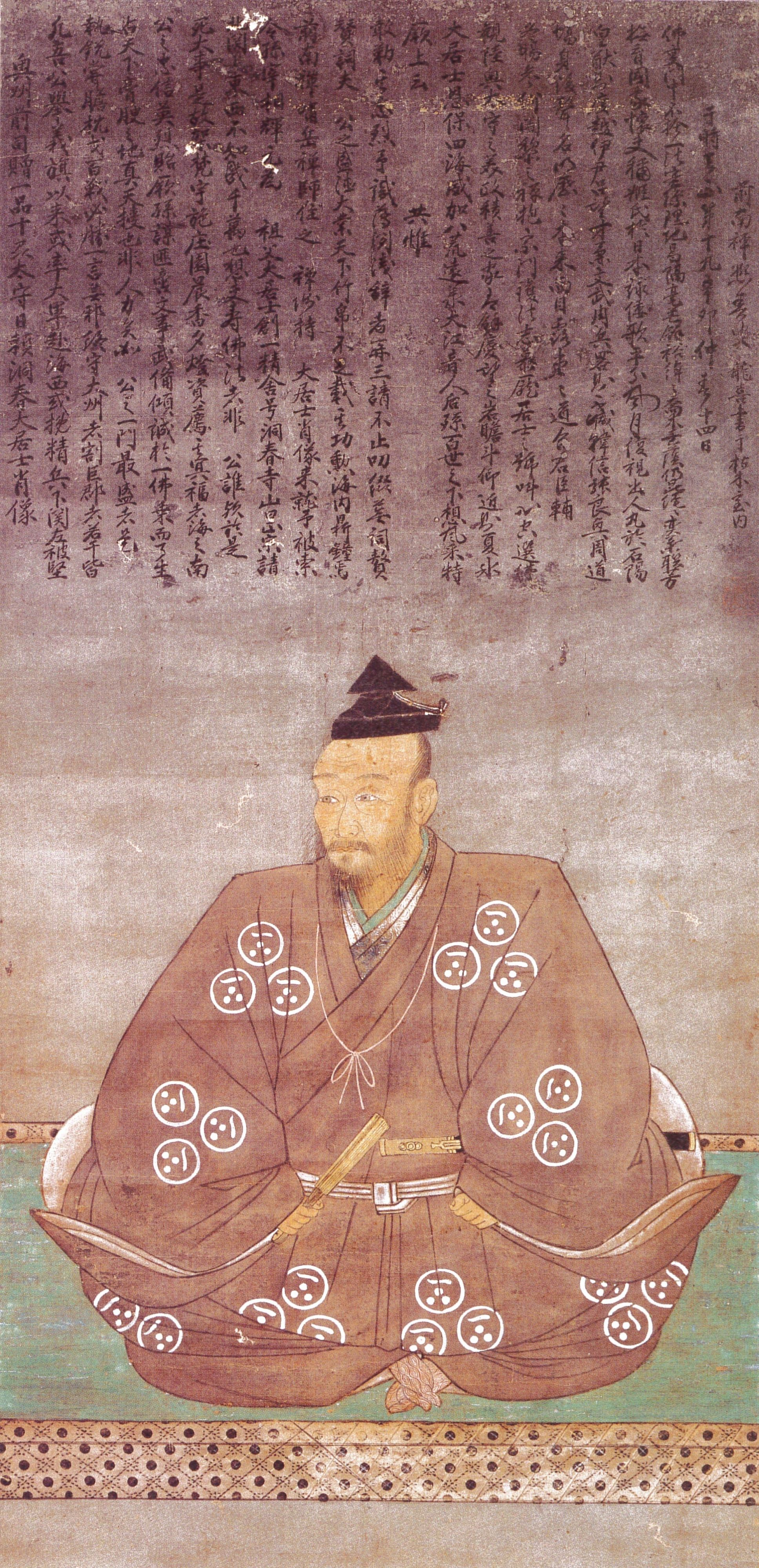
毛利元就。安芸国の吉田郡山城に生まれる。大内・尼子氏を滅ぼし、中国地方随一の戦国大名となった。

16世紀の前半から中盤（1500年～1550年）にかけて、中国地方は大内氏と尼子氏の対立を中心に各地で争いが行われてきた。しかし、天文20年8月（1551年9月）、大内氏の重臣・陶隆房（陶晴賢）がクーデターを起し、主君である大内義隆を殺害する事件（大寧寺の変）を契機として中国地方の勢力構図は大きく変わっていく。
この事件を契機として頭角を現してきたのは、安芸国を拠点に活動する戦国大名・毛利氏であった。毛利氏の当主・毛利元就は、天文24年10月1日（1555年10月16日）に陶晴賢を厳島の戦いで破ると、弘治3年4月（1557年5月）には大内氏を滅ぼし、防長2国（周防国と長門国）を新たに支配した（防長経略）。そして、永禄2年（1559年）には備中国へ兵を進め、尼子方の国人・庄氏を屈服させると、同国の有力国人・三村氏らと手を組むことによって備中一国を平定する。永禄5年6月（1562年7月）には、尼子氏の石見国の拠点・山吹城を攻略して石見銀山を掌握し、石見国も支配下におさめた。
一方の尼子氏は、大寧寺の変以降に石見方面へ勢力を伸ばし（忍原崩れ忍原崩れがあったのは弘治2年7月下旬。『大日本古文書－毛利家古文書－』の編纂者は、この書状を永禄元年と推定しているが、最近の研究では弘治2年の書状であることが指摘されている。）、石見銀山の掌握と経済基盤の拡大を図った。しかし、永禄3年12月24日（1561年1月9日）に当主であった尼子晴久が急死し、その跡を嫡男・尼子義久が継ぐと、外交政策の失敗等もあり尼子氏の勢力は弱体化していった。義久が継いで2年と経たない永禄5年（1562年）中頃には、尼子氏の支配する領域は、拠点である出雲国と隠岐国、西伯耆の一部を残すのみとなった。

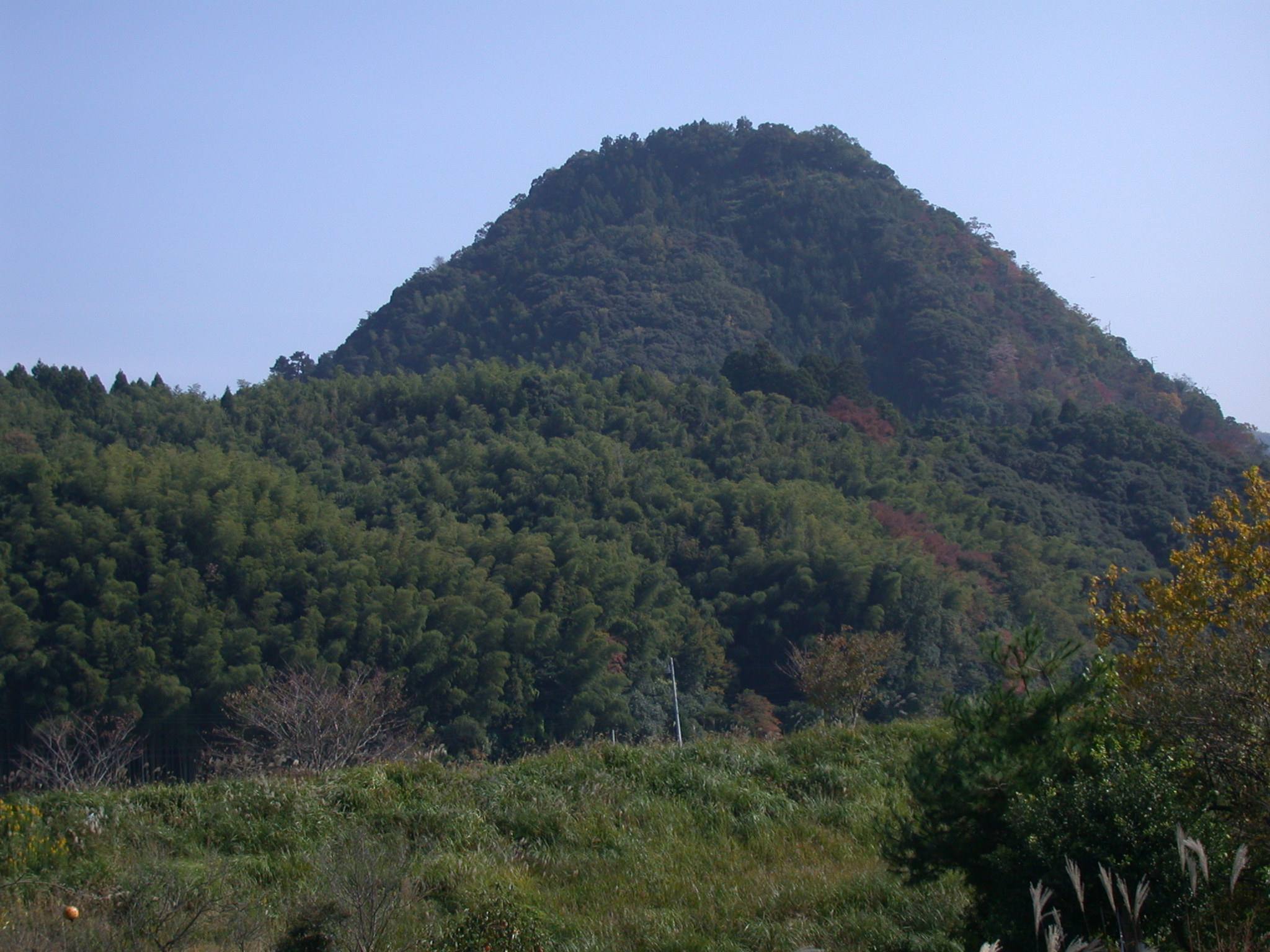
戦国大名・尼子氏が居城とした月山富田城。

永禄5年7月3日（1562年8月2日）、毛利氏の当主・元就は、尼子氏を滅ぼすため出雲へ進軍する。元就に率いられた毛利軍は出雲へ入国すると、尼子方の有力国人らを次々と服従させつつ陣を進めていき、永禄5年12月（1563年1月）には島根半島の荒隈（洗合）へ本陣を構え、尼子氏の居城・月山富田城攻めを開始する。
元就がまず取った作戦は、月山富田城の補給路を絶つことであった。永禄6年8月13日（1563年8月31日）、毛利軍は、尼子十旗の第1とされる白鹿城へ攻撃を開始し、同年10月中旬頃に攻略する（白鹿城の戦い）。この白鹿城は宍道湖の北岸に位置し、日本海に面した島根半島と月山富田城を結ぶ要衝であった。これにより、尼子軍は日本海から島根半島を結ぶ補給路を絶たれることになった。

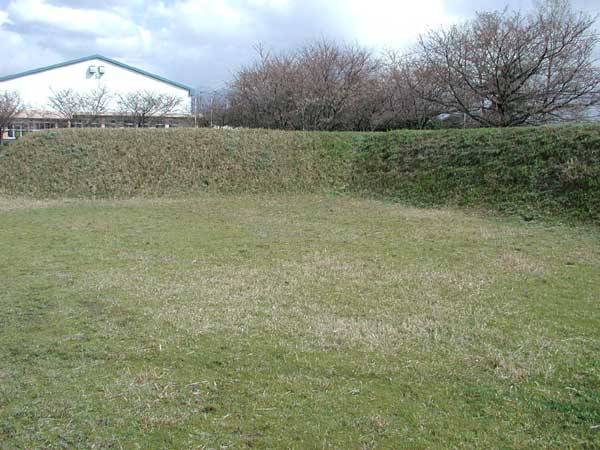
行松氏が居城とした尾高城。

一方で毛利軍は、月山富田城の東に位置する伯耆国の西側（西伯耆）の攻略を進めていた。この西伯耆の地は「月山富田城の西側（島根半島）と東側（西伯耆）で軍事行動を密に申し合わせて攻撃することが肝要」と元就自身が書状で述べているように、月山富田城を攻撃する上で重要な地域となっていた。
その西伯耆において、毛利軍が重要な拠点の1つとして位置づけていたのは尾高城であった。この尾高城は、西伯耆北部に位置し、出雲国と伯耆国を結ぶ交通の要衝であった。そのため、西伯耆から月山富田城へと続く補給路上の重要な拠点の1つでもあった。
毛利軍にとって重要な拠点であった尾高城は、尼子軍にとっても重要な拠点であった。尾高城の城主・行松氏は、以前は尼子氏に与していたが、尼子氏勢力の弱体化や毛利氏の懐柔などによって、遅くとも永禄5年（1562年）の夏ごろまでには毛利氏に与するようになっていた。
そのため、永禄6年（1563年）5月から7月にかけて、尼子軍は尾高城に対し激しい攻撃をしかけていく。この戦いは、毛利軍の当主の元就が一時、落城を覚悟するほど尼子軍が優勢であったが、毛利軍の奮戦によりなんとか城は持ちこたえ、尼子軍は尾高城を攻略できずにいた。
永禄7年（1564年）、尼子軍は再び尾高城を攻撃するため、また月山富田城への補給路を確保するため、島根半島の西端に位置する美保関（現在の島根県松江市美保関町）へ向け進軍する。尼子軍は美保関へ侵攻すると、この地に在陣していた毛利軍を一掃し、兵を駐留させて再び尾高城を攻撃するための準備を進めた。
このとき、尾高城の城主は毛利軍の将・杉原盛重であった。元来より尾高城の城主であった行松氏は永禄6年ごろに病死し、その行松家の家督を継ぐ形で代わりとして盛重が城主となっていた。盛重は尼子軍の美保関駐留を知ると、尼子軍を討伐するため尾高城より兵を率い進軍する。対する尼子軍も毛利軍の侵攻を察知すると、迎撃するため美保関より兵を率いて出陣し、両軍は美保関で対陣した。

## 弓浜合戦

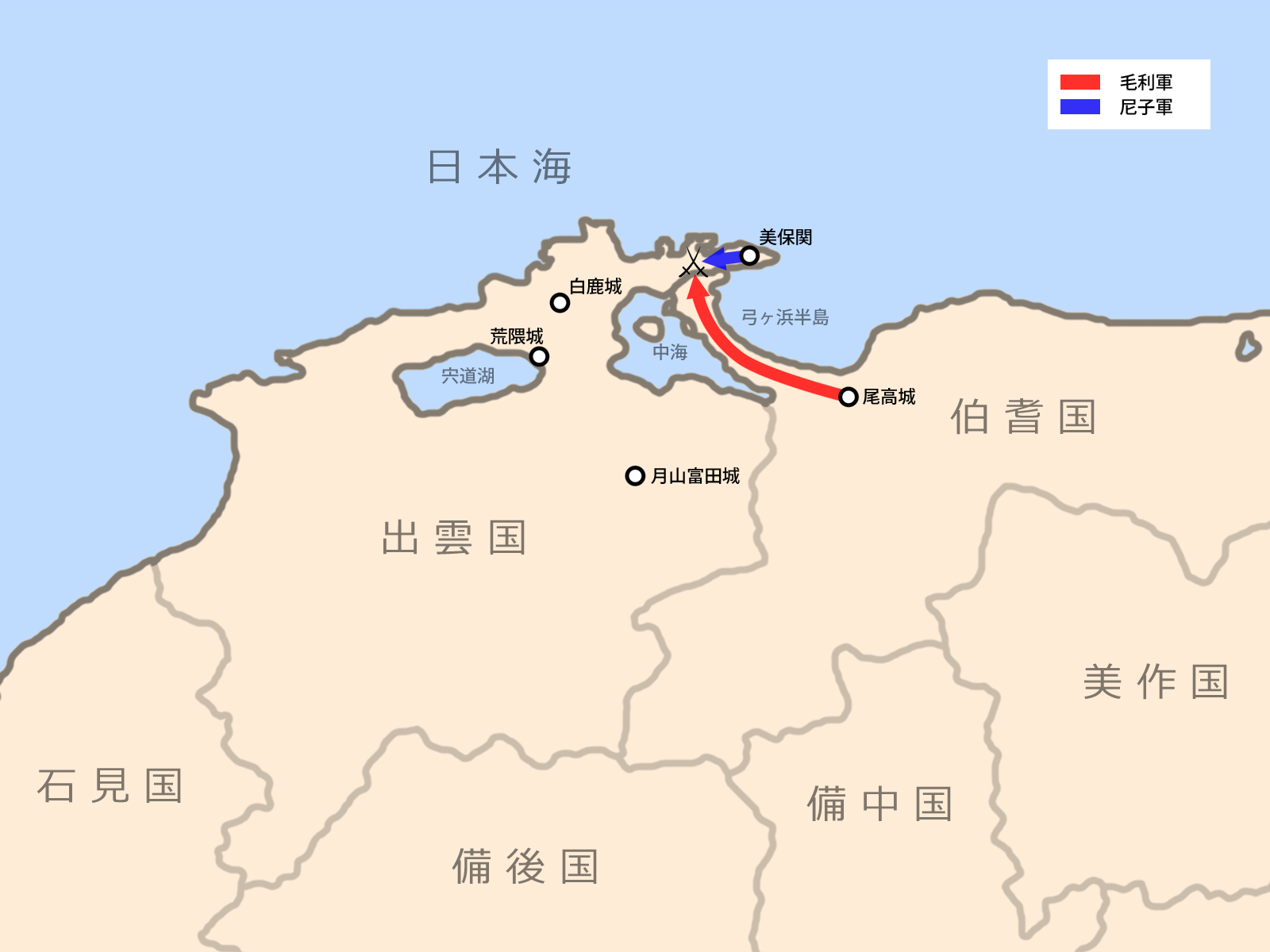
弓浜合戦に至るまでの毛利軍・尼子軍の行軍ルート。

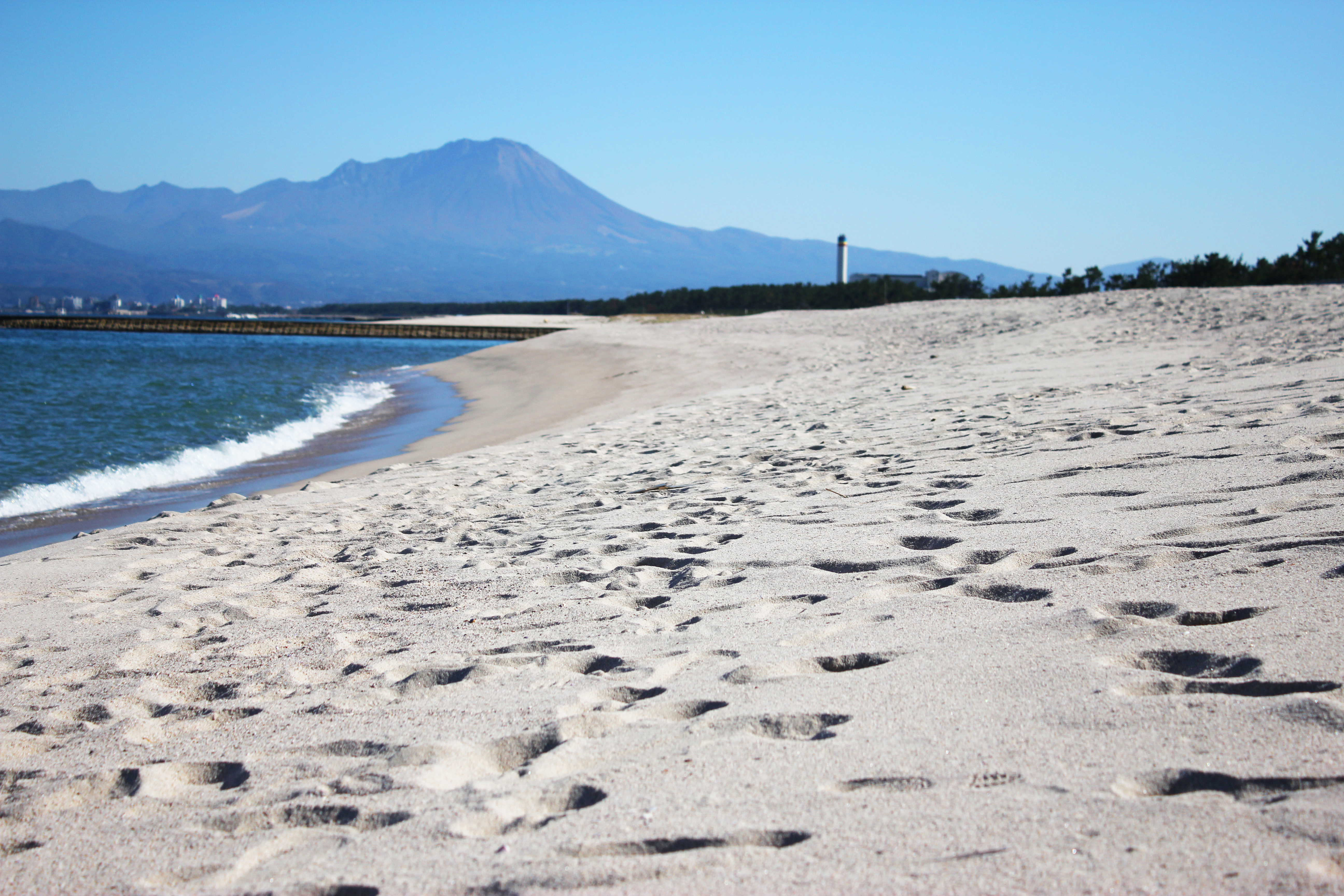
弓ヶ浜半島の海岸。

戦いの結果は、尼子軍が毛利軍の迎撃に成功して勝利を収め、毛利軍は自城である尾高城へと撤退した。戦いの内容については史料により異同がある。

### 雲陽軍実記
合戦に際し、尼子軍は兵を2つに分けたのに対し、毛利軍は兵を分けずに挑んだ。合戦は、尼子軍の将・森脇久仍・本田家吉ら率いる第1陣の部隊と、毛利軍の将・杉原盛重が率いるの2,000の部隊との衝突により始まった。
この最初の衝突は、隘路の地形をたくみに利用して戦った毛利軍が尼子軍を圧倒した。
尼子軍の第1陣が敗れて引くと、次に入れ替わって戦ったのは第2陣に控える山中幸盛・立原久綱ら率いる1,000の部隊であった。この第2陣の尼子軍は、馬を四方に立て弓鉄砲隊を密集させた九鳥の布陣を敷いて毛利軍に挑んだ。
この2度目の戦いは、尼子軍が毛利軍を圧倒した。毛利軍は部隊を維持できずに敗走を始め、さらに10町（約10km）ばかり敗走した所で、第2陣の後陣に控えていた秋上宗信率いる部隊に横槍を入れられ、大崩れとなって壊走した。
壊走した毛利軍は弓浜（現在の鳥取県境港市と米子市に連なる弓ヶ浜半島。）まで逃げてくると、この地で部隊の再編を図る。毛利軍の将・盛重は、小高い地に旗を掲げて敗軍の兵600～700を集めた。ところが、そこには尼子軍の将・吉田八郎左衛門ら率いる遊軍の伏兵部隊がいたため、さらに追撃を受け被害を出しながら尾高城へと退却した。

### 陰徳太平記
合戦に際し、尼子軍が兵を2つに分けると、毛利軍も同じく兵を2つに分けて陣を敷いた。尼子軍の当初の作戦は、まず第1陣がわざと敗れることで敵の追撃を誘い、その際にできる敵陣の乱れに生じて第2陣が攻撃を加え勝利を収めるというものであった。
合戦は、尼子軍の将・森脇久仍、本田家吉ら率いる第1陣の1,000の部隊と、毛利軍の将・入江大蔵少輔、入江左衛門進ら率いる第1陣の500の部隊の衝突により始まった。
戦いが始まると第1陣の尼子軍は、当初の作戦どおりわざと敗れて引き、毛利軍の追撃を誘って陣が乱れるように仕向けた。しかしながら毛利軍は、尼子軍の予想に反してその場で備えを固めて動かず、尼子軍を追撃することも陣を乱すこともなかった。
当初の作戦通りに行かないことを知った第2陣に控える山中幸盛、牛尾弾正忠ら率いる2,000の尼子軍の部隊は、第1陣と入れ替わって毛利軍と戦うも、毛利軍によって弓矢を射掛けられ圧倒される。
毛利軍に圧倒された尼子軍は、戦いの趨勢を挽回するため第1陣と第2陣を集結させ軍を再編しようとした。
そうしたところ、尼子軍の将・吉田八郎左衛門ら率いる300の部隊が遅れて戦場に到着し、毛利軍に横槍を入れたため、その隙に尼子軍は山中幸盛、立原久綱らによって軍を立て直すことに成功した。
さらに第2陣の後陣に控えていた秋上宗信が、1,000の部隊を率いて毛利軍の背後に回り退路を絶とうとしたため、挟撃されそうになった毛利軍は圧倒され壊走状態となった。
軍が壊走する最中、毛利軍の将・杉原盛重は、50騎の兵で尼子軍に追撃を受けながらも7～8町（約7～8km）ばかり引き弓浜の地に着くと、浜の小高い砂山に三つ頭右巴の旗を掲げて、敗残の兵500を集め軍を再編する。
そして追撃してきた尼子軍に対し弓鉄砲を射掛けて撃退し、さらに半町（約500m）ばかり尼子軍を追撃すると、取って返して1,500の残兵を集め、部隊を2つに分けて陣を敷くことに成功する。
その後、尼子軍も3,000ばかりの兵を再編して毛利軍に迫ったが、毛利軍の陣立てを見て兵を引いたので、毛利軍も尼子軍への追撃はせずに尾高城へと撤退した。

## 合戦後の影響
戦いに勝利した尼子軍は、再び尾高城を攻撃するも攻略することができず敗れる。その後は毛利軍による伯耆国の支配が続き、永禄8年初頭頃（1565年2月頃）には伯耆一円が毛利軍によって支配され、尼子氏の居城・月山富田城は完全に孤立する。そして永禄8年4月（1565年5月）には、毛利軍による月山富田城攻めが開始された（第二次月山富田城の戦い）。

## 参戦武将

### 毛利軍
第1陣※
- 入江大蔵少輔※
- 入江左衛門進※
- 河口刑部少輔※

第2陣※
- 杉原盛重

### 尼子軍
第1陣
- 森脇久仍
- 本田豊前守（家吉）
- 本田息与次郎
- 真木宋右衛門（久綱）
- 真木与市

第2陣
- 山中幸盛
- 秋上宗信【後陣】
- 立原久綱
- 牛尾弾正忠（久時）
- 平野又右衛門（久利）

遊軍
- 吉田八郎左衛門（直景）
- 福山肥後守（綱信）